# Рожанка (приток Опира)
Рожанка (укр. Рожанка) — река в Стрыйском районе Львовской области Украины. Правый приток реки Опир (бассейн Днестра).
Длина реки 22 км, площадь бассейна 89 км². Русло слабоизвилистое, пойма местами односторонняя. Типично горная река с быстрым течением, многочисленными перекатами и каменистым дном. После обильных дождей или внезапной оттепели бывают наводнения, иногда довольно разрушительные.
Истоки расположены на северных склонах восточной части Водораздельного хребта, недалеко от места, где сходятся границы трех областей: Львовской, Ивано-Франковской и Закарпатской. Течёт среди гор Сколевских Бескидов сначала на северо-запад, затем на северо-восток, север и снова на северо-запад. Впадает в Опир между посёлком городского типа Славское и селом Тухля.
Основные притоки — Кремянка, Кривой, Рожаночка (правые).
Рожанка течёт через сёла Верхняя Рожанка и Нижняя Рожанка.